# 바르바리 전쟁
바르바리 전쟁(Barbary Wars) 또는 트리폴리 전쟁(Tripolitan Wars)은 신생 독립국인 미국이 북아프리카 지중해 연안의 해적국가들을 상대로 벌린 전쟁이다. 두 차례에 걸쳐서 벌어졌으며, 전쟁의 명칭은 전쟁터가 된 지중해의 북아프리카 연안을 “바르바리 해안”이라 불렀던 것에서 따왔다.
18세기 들어 북아프리카 연안의 바르바리 해적 국가들은 지중해를 통과하는 상선의 선적 국가들과 조약을 맺고 통행료를 공납 받았다. 독립 이전에 미국은 영국의 보호속에 문제가 없었으나 독립 후에는 바르바리 해적들로 부터 집중적으로 약탈을 당했다. 초기에는 해군력이 약했기에 협상에 임했으나 점차 과도한 요구가 이어지자 미국은 무력을 동원해서 사태를 해결하고자 전쟁을 일으켰다.
해적문제에 대해 강경파였던 토머스 제퍼슨 행정부가 일으킨 제1차 바르바리 전쟁은 1801년에 트리폴리를 공격하는 것으로 시작되었다. 4년간에 걸쳐 전쟁과 협상이 병행된 끝에 타협이 이루어졌다. 그러나 1812년에 미영전쟁이 벌어진 후 미국 상선들이 다시 약탈 당하자, 제임스 매디슨 행정부는 1815년에 제2차 바르바리 전쟁을 일으켰다. 전쟁에서 미국이 승리하면서 바르바리 해적들은 더 이상 미국 상선들을 약탈하지 않았고 미국에 대한 공납도 폐지되었다. 신생 독립국가인 미국이 거둔 큰 성과는 유럽국가들을 자극하였고, 공납 관행을 폐기하고 지중해 내에서의 해적 활동을 근절시키는 방향으로 정책을 전환하도록 만들었다.
1830년 프랑스가 알제리를 무력으로 점령하여 식민지로 만들었고 이후 튀니스 등과 다시 조약을 체결하여 바르바리 해적의 활동을 실질적으로 종식시켰다.

## 배경

### 바르바리 해적
아프리카의 북부에 있는 모로코, 알제리, 튀니지, 리비아 중 지중해와 접한 연안 지역을 유럽에서는 바르바리 해안이라 불렀으며, 이 곳을 근거지로 하여 활동하는 해적들을 바르바리 해적이라 하였다. 지명은 이 지방의 원주민인 베르베르인에서 유래하였다. 한때 이 지역은 로마제국의 지배를 받았으나 5세기에 반달족이 점령한 이래 곡창 지대가 파괴된 후 해적 산업이 시작되었다. 7세기에 이곳을 지배한 아랍인들은 유목민족이었던 탓에 농지는 더욱 황폐화 되었으며 8세기에 아랍인들이 이베리아반도를 점령한 후에는 해적업이 번창하였다. 북아프리카 무슬림 출신 해적들은 사라센 해적이라 불리기도 했다.
이들은 유럽의 연안 항구와 내륙까지 진출하여 약탈을 일삼았으나 유럽의 군주들은 육상 영지의 확장에만 몰두할 뿐 해상에 대해 관심을 두지 않았다. 피해가 가장 심했던 이탈리아에는 해적들이 일정 지역을 점령하기도 했다. 교황이 도움을 호소했지만 소용이 없었으며 결국 거주민들이 자체적인 방어체계를 구축할 수밖에 없었다. 11세기에 이탈리아와 시칠리아를 점령 후 세워진 노르만 왕조가 중심이 되어 유럽의 반격이 본격적으로 시작되었고, 연이은 십자군 원정으로 해적 세력이 위축되는 듯했으나 곧 다시 기승을 부렸다. 13세기 말에 발흥한 오스만이 1453년에 비잔티움을 멸망시킨 후 유럽을 향한 서진 정책을 펼치며 해적들과 연합한 후 동지중해로 진출하여 바르바리 해적은 유럽에 위협적인 존재로 부상했다.

### 지중해의 혼돈
1492년 레콩키스타가 완료된 후 이베리아반도에서 추방된 무슬림들이 가세하면서 해적들이 증가하였다. 16세기에 바르바리 국가들은 오스만투르크 제국으로 편입 되었으나 지리적으로 먼 관계로 실질적으로는 오스만의 비호를 받은 토착 무신 세력에 의해 자치가 이루어졌다. 그러나 경제적 궁핍과 정치적 혼란은 해적 산업을 더욱 번창하게 만들었다. 해적 세력과 연합한 오스만 제국과 스페인을 중심으로한 합스부르크 왕가를 이끄는 카를 5세의 세력은 여러 차례 해상에서 충돌하였다.
유럽과 오스만이 크게 충돌한 레판토 해전(1571) 이후 지중해는 질서를 주도하는 패권 국가가 없는 가운데 여러 해적 집단들의 활동 무대로 변했고 이들은 바르바리 해안 국가들의 비호를 받았다. 유럽은 위그노 전쟁, 네덜란드 독립전쟁, 30년전쟁 등으로 국력을 소모했고, 대항해시대 들어 대서양과 인도양에서의 해상무역에 집중하며 점차 지중해에 대해 소홀히 하였다.
바르바리 해적들의 약탈은 지중해 전체와 남쪽으로는 서아프리카의 대서양 인접 바다, 심지어는 남미까지 이어졌고, 북쪽으로는 북대서양의 아이슬란드에 미쳤지만 주요 활동 영역은 지중해 서부였다. 배를 나포하는 것 이외에도, 이태리, 프랑스, 스페인, 포르투갈뿐만 아니라 잉글랜드, 스코틀랜드, 네덜란드, 아일랜드 심지어는 아이슬랜드까지 유럽의 해안 도시나 마을을 약탈했다. 이들의 주요 목적은 북아프리카와 중동의 아랍 노예 시장에 공급할 기독교인 노예를 잡기 위함이었다.

### 해적의 황금시대
콜럼버스가 아메리카를 발견하고 바스쿠 다가마가 동방 항로를 개척하면서 유럽에는 본격적으로 대항해시대가 시작되었다. 해상 무역으로 큰 부가 창출되고 중남미 지역에서 금은 등 보물을 실은 배들이 왕래하자 해적들의 공격의 대상이 되었다. 더욱이 영국과 프랑스가 사략선을 동원하여 스페인 상선을 약탈하는 데 가세하면서 해적질은 준합법적이고 정당한 행위로 유럽 국가들 사이에서 인정받기 시작했다. 스페인의 관리가 소홀해진 틈을 이용해 서인도 제도의 섬을 점령한 영국, 네덜란드, 프랑스 출신의 버커니어(Buccaneer)들로 인해 17세기 후반에는 해적의 황금시대가 열리기도 했다. 국가로 부터 사략특허장를 발부받은 버커니어(Buccaneer)들의 스페인령 식민지와 선박들에 대한 약탈로 인해 스페인은 커다란 타격을 입기도 했다. 그러나 적대국의 상업을 교란하여 경제적인 불이익을 주기 위해 적극적으로 활용되었던 사략 행위는 1714년에 스페인 왕위계승전이 종료된 후, 카리브해나 대서양에서 점차 자취를 감주었다. 조약을 통해 유럽 각국이 해적을 단속하기 시작했기 때문이다.

### 신생 독립국 미국
유럽의 분위기와는 달리 바르바리 해적들은 지중해를 항해하는 유럽 상선을 지속적으로 약탈하였고, 선적 국가들과 협상을 통해 안전 통행료 명분으로 일정한 공납을 받기도 했다. 독립 이전에 미국은 영국의 보호 속에 문제가 없었으나 독립 후에는 바르바리 해적들로부터 집중적인 약탈의 표적이 되었다. 1785년 미국의 상선 마리아호와 돌핀호가 선원 21명과 함께 알제를 거점으로 활동하는 해적들에게 나포되는 사건이 발생했다. 독립 직후 해군력이 약했기에 협상에 임했으나 해결이 쉽지 않았고, 미국 지도층 내 강경파와 온건파 간에 대응 방안에 대해 갈등을 빚기도 했다.
1793년 9월에 다시 상선 11척이 나포되자 위기감이 조성된 가운데 강경파가 주도하여 1794년 미 해군이 창설되었다. 무력 증강과 더불어 협상에 진전이 있었고 공납에 합의하여 평화 조약이 체결되었으며 인질 석방도 이루어졌다. 평화롭던 분위기는 1800년이 되면서 북아프리카 국가들이 무리한 요구가 이어지는 가운데 다시 미국 상선 캐슬린이 트리폴리에 나포되면서 깨지고 말았다. 또한 미국의 공납에 대해 불만을 품은 트리폴리의 통치자 유스프 베이가 5월 14일 아메리카 영사관에 사람을 보내 아메리카 국기를 쓰러뜨리는 일도 발생했다. 이는 북아프리카 국가들이 행하는 전통적인 선전포고에 대한 의사 표시였다. 해적문제에 대해서는 강경파였던 토머스 제퍼슨이 미국의 제3대 대통령으로 취임한 가운데 미국 내 여론은 전쟁이 불가피 하다는 쪽으로 모아졌다.

## 전후 영향
신생 독립국인 미국이 거둔 성과는 유럽 국가들을 자극하여 공납 관행을 폐기하고 지중해 내에서의 해적 활동을 근절시키는 방향으로 정책을 전환하도록 만들었다. 그간 영토와 식민지 분쟁으로 유럽은 분열되어 있었기에 바르바리 해적들에 대해 공동 대응을 하지 못한 채 개별 국가가 북아프리카 국가들과 평화 협상을 맺어왔었다. 이런 유럽이 공동 대응에 나서자 바르바리 해적들의 활동은 크게 위축되었다. 이런 분위기 속에 1830년 프랑스가 해적 소탕을 명분으로 알제리를 무력으로 점령하여 식민지로 만들었고, 이후 튀니스 등과 다시 조약을 체결하여 바르바리 해적의 활동을 실질적으로 종식시켰다.
1856년의 파리 선언으로 유럽 국가 간에 사략 행위가 금지 되었다. 사략선의 폐지는 강한 해군력을 보유한 영국, 프랑스에는 유리하였지만 해군력이 약한 미국, 스페인, 멕시코가 반대하였다. 그러나 1898년의 미서(美西) 전쟁에서 양 교전국은 사략선을 사용하지 않고 스페인과 멕시코는 파리 선언에 가입하였기 때문에 사략선의 폐지는 보편적인 것이 되었다. 1907년 헤이그에서 열린 제2차 만국평화회의에서 사략행위 근절을 위한 국제법이 제정되었다. 이로써 국제법상 사략 행위 즉 민간 선박에 의한 국가 공인 해적 행위는 금지되었다. 일반적인 해적 행위에 대해서는 1958년 제1회 국제연합 해양법 회의에서 공해에 관한 조약이 체결되면서 공해상의 해적의 정의와 처리가 규정되었다. 1982년에 제정된 국제연합 해양법 협약은 이 조약을 계승하였다.

## 같이 보기
- 토머스 맥도너
- 찰스 스튜어트
- 아이작 헐
- 윌리엄 이턴